# 連邦協議会
連邦協議会（れんぽうきょうぎかい、オランダ語: Bijeenkomst voor Federaal Overleg (BFO)）は、計画されていた連邦国家であるインドネシア連邦共和国の形態を話し合うために1948年7月8日に設置された委員会。委員として参加したのは、インドネシア独立戦争（1945年 - 1949年）の最中、プロダクト作戦によって共和軍支配地域への攻撃がなされた後、オランダによって各地に樹立された政権の指導者たちであった。連邦協議会は、1948年8月から9月にかけてのオランダとの交渉に参加し、オランダが主権をインドネシア連邦共和国に移譲することに同意したオランダ・インドネシア円卓会議にも参加した。

## 背景
1948年3月9日、オランダ領東インド総督代行だったフベルトゥス・ファン・モークが地方連邦政府を樹立したが、これは事実上、植民地政府と大差ない体制であり、相当の権力がオランダの手中に残されていた。この連邦に参加する諸国の代表が、将来の連邦国家の形態や、オランダとの関係について話し合うための会議がバンドンで開催された。オランダ側も、非共和主義者の著名な人物が集まることが、政治的に都合の良いことになるだろうと期待していた。このバンドン会議は、5月27日にファン・モークによって開会された.。
イデ・アナク・アグン・グデ・アグンによれば、彼自身は、この会議への参加者を組織して連邦国家を創設するという構想をもって、オランダに都合の良い国家を設けようとしていたファン・モークに対抗しようと考えていた。パスンダン国の首相アディル・ポエアディレジャ (Adil Poeadiredja) とともに、13の国や地域の代表を招き、さらにオブザーバーとして3者を、いずれも共和軍の支配地域外から呼び集め1948年7月8日にバンドンで会議が始まった。この会議の目的は、オランダ側との交渉の行き詰まりを打破し、「インドネシア問題」の解決策を明らかにすることにあった。
5日間の議論を経て、参加者たちは、臨時連邦政府の概要について合意し、提案を決議したが、その内容は「バンドン決議」として知られるようになり、オランダ総督のファン・モークにも、ジョグジャカルタの共和派政府にも伝えられた。会議の参加者たちは、この時点で自らを連邦協議会 (BFO) と称した。参加した各地域は、地域の規模に関わらず、それぞれ1票の投票権をもった。

## バンドン決議へのオランダの反応
東スマトラ代表のT・バーリオエン (T. Bahrioen) を議長としたBFOの代表団は、7月に「バンドン決議」をファン・モークに伝達した。オランダ側は連邦の指導者たちがオランダの提案に乗るものと思い込んでおり、自分たちが主導権を握ろうとするとは思ってもいなかったので、この動きはショックを引き起こし、ファン・モークは相当の不快感を表明した。しかし、BFOの代表団はデン・ハーグに招かれてオランダ政府と議論することとなった。その後、オランダ側は、インドネシア連邦共和国への移行に際してオランダ政府が広範囲に及ぶ権限をもつことを意味する反対提案をおこなった。これはBFOによって一致して拒否された。協議はさらに継続され、1948年12月14日に至り、オランダ政府はインドネシア臨時行政令 (オランダ語:  Besluit bewind Indonesië in overgangstijd)、通称 BIO令を出し、インドネシア連邦共和国創設への過程における臨時行政の形態を提示した。しかし、協議にもかかわらず、BIO令の内容に、BFOの提案はほとんど反映されなかった。この政令は、インドネシア側の行政に対してオランダ側が拒否権をもつ上、インドネシアの連邦国家の最終形態の決定に関してオランダが「絶対、かつ、無限の権限をもつ」としていた。

## 汎インドネシア会議
1948年12月19日、オランダはクラーイ作戦と称された「警察活動」に乗り出し、共和軍支配下にある地域の奪還を目指した。この作戦は軍事的には成功し、ジョグジャカルタが奪還されたが、世界的な反発を招き、オランダ政府は共和派と交渉せざるを得なくなった。その結果、1949年5月7日に、ローム＝ファン・ロエイエン協定が結ばれ、これを踏まえ、共和派がBFOに合流して、デン・ハーグで開催される円卓会議に参加し、この会議でオランダはインドネシア連邦共和国へ権限を移譲することとなった。
この合意が達成される前、アナク・アグンは円卓会議の結論に向けた共通の立場を合意できるよう、連邦派も共和派も参加する汎インドネシア会議を、オランダ抜きで独自に開催することを提案した。共和派の勢力が道義上も政治上も優勢であることを考慮し、一連の会議の第1回は7月19日から22日にかけて、バタヴィアではなく共和派の拠点だったジョグジャカルタで開催されたが、これは連邦派のアナク・アグンの意向でもあった。第2回は7月20日から8月2日にかけてバタヴィアで開催された。合意された内容のおもな点には以下の諸点が含まれていた、
- 主権は、オランダとインドネシア共和国の双方から、インドネシア連邦共和国へ移譲される
- 議席150の議会下院の議席のうち、BFO諸国が100議席、インドネシア共和国が50議席を占める
- 議席32の上院の議席のうち、BFO諸国が32議席、インドネシア共和国が2議席を占める[要検証 – ノート]
- インドネシア連邦共和国の軍隊は、インドネシア共和国軍のみから編成する
- スカルノが大統領となり、モハマッド・ハッタが首相となる

## 円卓会議とその後
円卓会議におけるBFOの代表団は、ポンティアナク・スルタン国のシャリフ・ハミド2世が率いていたが、共和国の代表団はモハマッド・ハッタが率いていた。汎インドネシア会議の成果があり、2つのインドネシア代表団は統一戦線を組んだ。対話は1949年8月23日に始まり、旧オランダ領東インド（西ニューギニアを除く）のインドネシア連邦共和国への「無条件かつ完全な主権の移譲」で合意した。
この合意は、インドネシア共和国の暫定議会である中央国民委員会、15か国の連邦派諸国、オランダ議会によって批准され、主権は1949年12月27日にインドネシア連邦共和国に移譲された。最初のインドネシア連邦共和国内閣では、今や連邦の一部となったインドネシア共和国の関係者が要職を占めた。16名の閣僚のうち、BFO諸国出身者は5名にとどまり、そのうち連邦支持者はアナク・アグンとスルタン・ハミド2世のふたりだけだった。今や役割をほとんど失い、新国家が創設されて、BFOの権威は失われていった。1950年の最初の数か月の間に、インドネシア連邦共和国の構成地域の多くがインドネシア共和国に合流し、8月17日には連邦制度は廃止されて、統一されたインドネシア共和国に置き換えられた。

## 議長
連邦協議会議長
- Tengku Bahriun
1948年7月7日 – 1949年1月13日
- シャリフ・ハミド2世
1949年1月13日 – 1950年8月17日